# Aleksei German
Aleksei Yuryevich German (em russo: Алексей Юрьевич Герман), mais conhecido como Aleksei German (São Petersburgo, 20 de julho de 1938 — São Petersburgo, 21 de fevereiro de 2013), foi um cineasta russo.
Aleksei era filho do escritor e roteirista Yuri German.